# 洛基 (漫威漫畫)
洛基（英語：Loki），美國漫威漫畫創造的虛擬漫畫角色，是雷神索爾的養弟，性格亦正亦邪，故既是超級反派亦是反英雄。由作家史丹·李、編劇拉里·李伯、漫畫家傑克·科比所創造，該角色源自於北歐神話中的神明洛基，首次登場於1949年8月出版的《維那斯》（Venus）第六集。
洛基曾在許多連載系列、短期連載和平行宇宙系列的漫畫中登場，包括2004年出版的四冊Loki個人系列，曾以緋紅女巫的身份加入復仇者。這名角色也曾在漫威漫畫的各項商品中出現，包括動畫、電視劇、衣服、玩具、電玩遊戲和電影。
在2009年，洛基在IGN公布的最偉大的美漫反派中獲得第8名，2014年IGN重列偉大反派的排名時，洛基的名次則來到了第4名。

## 人物
在仙宮之主奧丁和寒冰巨人之王勞菲一戰後，勝利的奧丁在對方的居所發現了一個嬰兒─勞菲之子，於是他將嬰兒帶回阿斯嘉德，並讓他和自己的兒子索爾一起成長；這嬰兒便是洛基。
由於阿斯加德民風尚武，外向又武勇的索爾比內斂的洛基自然更受歡迎，這讓洛基開始嫉妒。喜愛魔法又愛引起事端的洛基因此被稱為「謊言與惡作劇之神」，洛基也開始把索爾當成自己在掌握仙宮的權力上的最大對手。
在索爾因自己的自大而被放逐到地球後，洛基也悄悄地出現，並以幻術引誘浩克去對付索爾，這反而促使索爾認識了地球上的超級英雄們，並因此組成復仇者聯盟。
之後洛基一直不斷來往於阿斯加德和地球，試圖謀取奧丁的王位和陷害索爾，不過在阿斯加德有危險時，他又會站出來與奧丁和索爾一起對抗仙宮的威脅。

## 能力
洛基擁有超人的體能和力量，能夠舉起60噸的重物。他的壽命遠超於普通人類，亦對地球的一切疾病和毒藥免疫。普通的身體傷害都能迅速地恢復，他甚至可以重新連接被切斷的身體部位，包括他的頭部。
洛基是仙宮最強大的巫師，他有著許多神奇的能力，包括變形、星體投射、分子重排、能量爆炸、製造幻象、飛行（通過懸浮）、心靈感應、催眠和瞬間移動。洛基也可以灌輸神秘能量給人類，使其擁有暫時性的超強力量。
洛基也能用魔法創造維度之間的裂痕，讓他或其它物體能前往平行宇宙之間的通道，該項能力經常用於往返仙宮與地球之間。

## 其他媒體

### 電影

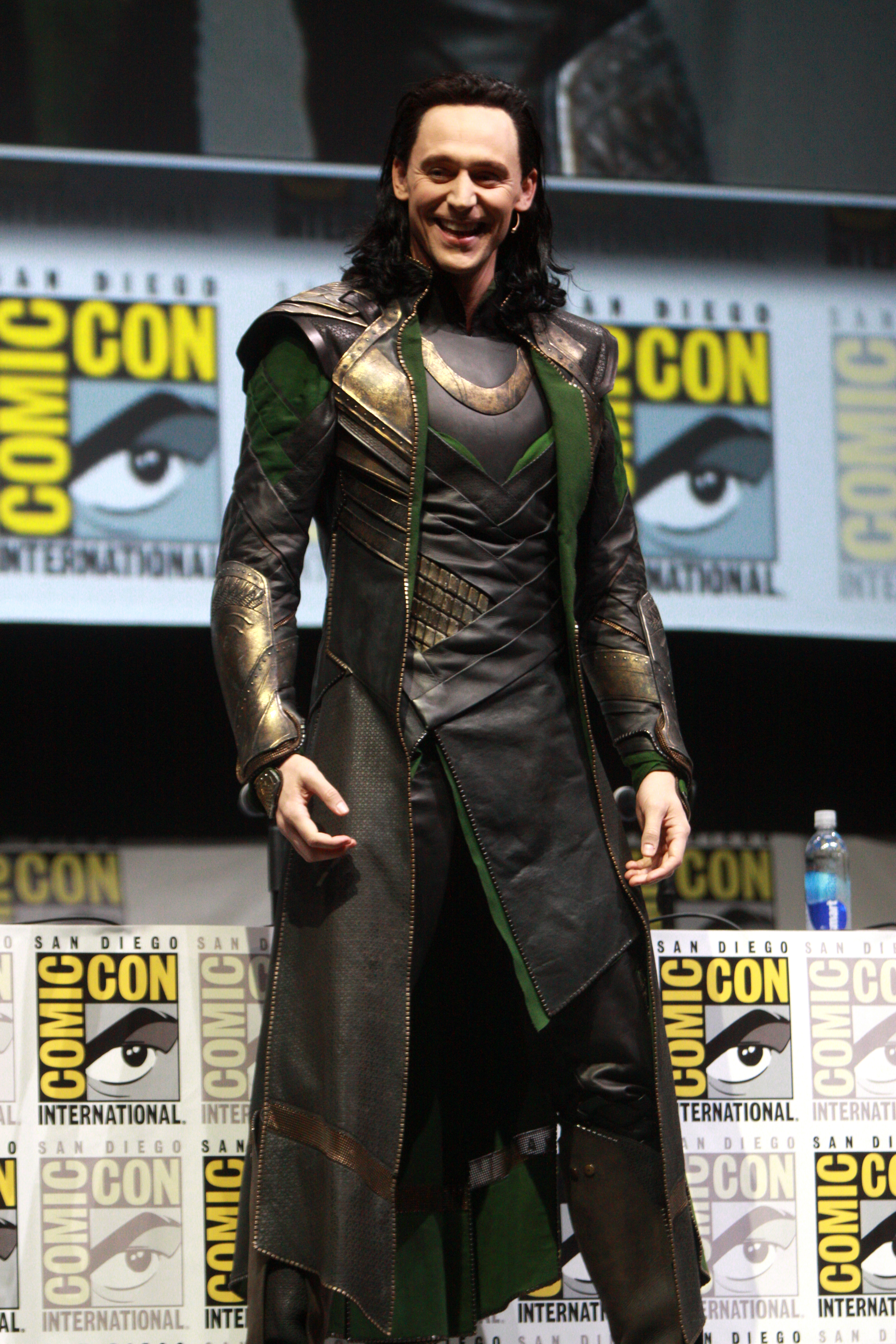
由湯姆·希德勒斯頓饰演的“洛基”角色之主要造型。

- 漫威電影宇宙：由汤姆·希德勒斯顿飾演洛基[3][4][5][6][7]。
  - （2011年）：洛基在電影中發現自己原是寒冰巨人勞菲的兒子，計劃奪取阿斯嘉的王座，最後因索爾的干預而失敗，打算自盡卻意外掉入蟲洞。
  - 《復仇者聯盟》（2012年）：透過蟲洞來到薩諾斯所在的聖域，為了證明自己及向索爾報復而答應為薩諾斯征服地球以取得宇宙魔方，並獲得奇塔瑞權杖，最終被復仇者擊敗並由索爾押送回阿斯嘉。
  - 《雷神索爾2：黑暗世界》（2013年）：初登場時因為對地球發動戰爭而被關在地牢，其後協助索爾從秘密通道到達黑暗世界，最後保護了索爾也替母親復仇，但自己也身受重傷，靠著寒冰巨人強大的身體體質活了下來，回到仙宮並假扮奧丁。
  - 《復仇者聯盟2：奧創紀元》（2015年）：出現於刪減片段中，在索爾被旺达用心灵操纵术迷惑的幻象中站在海姆達爾的身後。
  - 《雷神索爾3：諸神黃昏》（2017年）：初登場時假扮奧丁，被索爾識破後一同尋找失蹤的奧丁，最終與哥哥一起擊敗海拉。借着復活蘇爾特爾之際趁機從奧丁的寶庫中偷走宇宙魔方。
  - 《復仇者聯盟3：無限之戰》（2018年）：因為身藏宇宙魔方而被薩諾斯發現，以魔方換取索爾的性命，欲行刺薩諾斯不果，最終被薩諾斯單手掐死。
  - 《復仇者聯盟：終局之戰》（2019年）：出現在2012年的紐約和2013年的阿斯嘉，在2012年的紐約大戰結束後被捕，在東尼·史塔克和亞歷山大·皮爾斯爭執時意外獲得宇宙魔方並趁機逃走；在2013年的时间线則被關在阿斯嘉的地牢。
  - 《蟻人與黃蜂女：量子狂熱》（2023年）：片尾客串，與梅比斯·M·梅比斯一同來到1920年代調查征服者康的變体維克多·泰姆利（英语：Victor Timely）。
  - 《復仇者聯盟：末日之戰》（2026年）

### 劇集
- 漫威電影宇宙：由汤姆·希德勒斯顿回歸飾演洛基。
  - 《洛基》第一季（2021年）：劇情接續《復仇者聯盟：終局之戰》，主要講述2012年大戰後意外獲得宇宙魔方逃走後的故事。
  - 《無限可能：假如…？》第一季（2021年）[8]：動畫劇集，配音演出。
  - 《洛基》第二季（2023年）

### 動畫
- 《天雷爭霸：復仇者聯盟》及《漫威未來 - 復仇者聯盟（日语：マーベル フューチャー・アベンジャーズ）》中，由武藤正史（日语：武藤正史）史配音。

### 遊戲
- 《漫威英雄 Online》：玩家創角時可選擇洛基為遊戲角色，或另付費購買。
- 《MARVEL未來之戰》：手機遊戲，洛基是玩家可使用角色之一。
- 《樂高復仇者聯盟（英语：Lego Marvel's Avengers）》
- 《漫威超級戰爭》
- 《漫威爭鋒》：由特羅伊·貝克配音。